# Classe Köln (fregata)
La classe Köln fu una classe di fregate di costruzione tedesca, composta da sei unità entrate in servizio tra il 1961 e il 1964 per conto della Bundesmarine.
Prime unità da guerra di grosso tonnellaggio a essere costruite nei cantieri tedeschi dopo la fine della seconda guerra mondiale, le Köln furono le prime unità navali a sperimentare la propulsione tipo CODAG. Ottimizzate per la lotta antisommergibile e la scorta dei convogli navali, le unità rimasero in servizio con la Bundesmarine fino agli anni 1980, quando furono rimpiazzate dalle nuove fregate della classe Bremen; quattro unità della classe furono quindi vendute alla Turchia e messe in servizio con la Türk Deniz Kuvvetleri, venendo infine radiate e avviate alla demolizione alla metà degli anni 1990.

## Il progetto

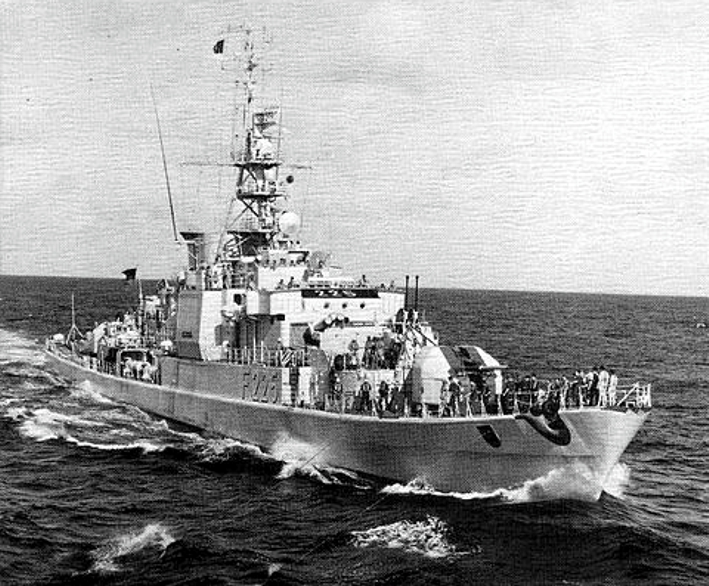
La Braunschweig in navigazione nel 1972

Dopo il periodo di smilitarizzazione seguito alla sconfitta nella seconda guerra mondiale e all'occupazione da parte degli Alleati, la Germania Ovest riattivò ufficialmente una propria marina militare il 2 gennaio 1956. Nel quadro della "guerra fredda" e del confronto militare in Europa tra NATO e Patto di Varsavia, alla rinata Bundesmarine tedesco-occidentale vennero affidati come compiti primari la difesa degli accessi al Mar Baltico nonché la protezione delle linee di comunicazione marittima della nazione: compiti che favorivano lo sviluppo principalmente di unità d'attacco rapide e leggere, con poche navi di grosso tonnellaggio e capacità d'altura.
Oltre al recupero dei pochi assetti navali lasciati dalla disciolta Kriegsmarine della seconda guerra mondiale, la Bundesmarine fu equipaggiata con cacciatorpediniere e fregate cedute di seconda mano da Stati Uniti d'America e Regno Unito, in attesa che i cantieri navali tedeschi portassero a termine i primi progetti di concezione nazionale sviluppati nell'ambito di un programma di costruzioni navali messo a punto tra il 1955 e il 1957. Le prime costruzioni si concentrarono nella realizzazione di motosiluranti e motocannoniere missilistiche, mentre per quanto riguardava il naviglio di scorta d'altura si dovette attendere il marzo 1957, quando fu approvato il progetto per la costruzione di sei cacciasommergibili di piccola taglia (la futura classe Thetis) e di sei fregate di maggiori dimensioni designate come Geleitboot 55 ("Unità di scorta 55") e poi come classe Köln. Il contratto per la costruzione di queste ultime venne concluso con il cantiere H. C. Stülcken Sohn di Amburgo, e l'impostazione della prima unità ebbe inizio nel dicembre 1957; il programma fu infine completato nel giugno 1964 quando l'ultima delle sei unità entrò in servizio con la Marina tedesca. Le classe Köln furono le prime unità navali da guerra di grosso tonnellaggio a uscire dai cantieri tedeschi nel periodo successivo alla seconda guerra mondiale.

## Caratteristiche

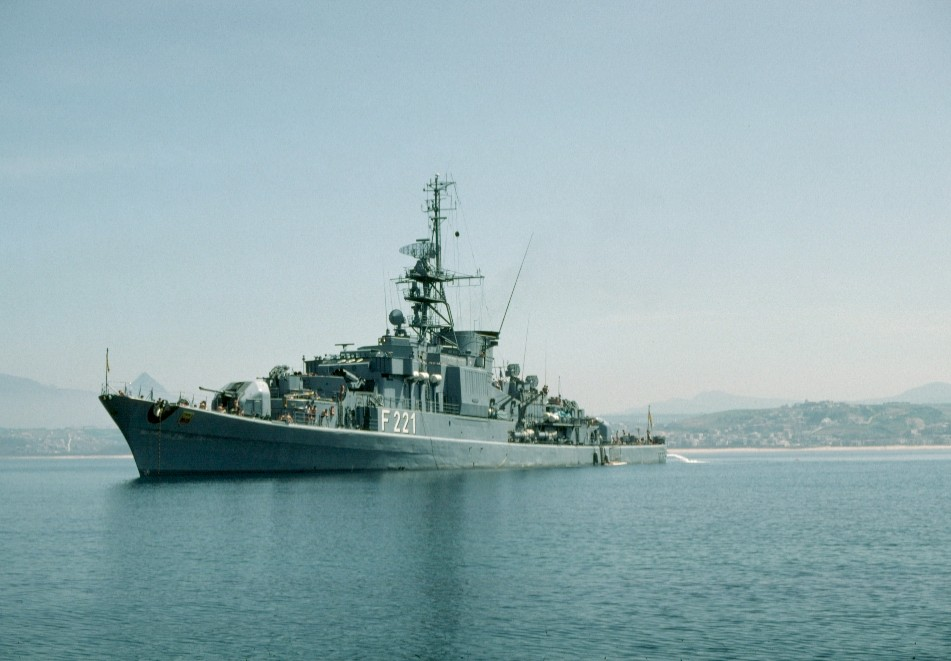
La Emden fotografata alla fonda nel 1983

Le Köln avevano uno scafo dalla lunghezza fuori tutto di 109,8 metri, con una larghezza massima di 11 metri e un pescaggio di 4,6 metri; il dislocamento standard si aggirava sulle 2090 tonnellate, salendo a 2750 tonnellate con le unità a pieno carico. Le unità presentavano un ponte principale continuo da prua a poppa senza cassero; le sovrastrutture erano raggruppate su una tuga a centro nave, con il blocco della plancia a prua sovrastato da un massiccio albero a tripode e un unico grosso fumaiolo più verso poppa. L'equipaggio ammontava a 238 tra ufficiali, sottufficiali e marinai.
Le Köln furono le prime unità navali tedesche e in generale del mondo a montare un sistema propulsivo di tipo CODAG su due alberi motore e altrettante elcihe, con quattro motori diesel tipo MAN V84V24/30 per l'andatura di crociera e due turbine a gas tipo Brown Boveri TA8007 per gli spunti di velocità massima. La potenza complessiva dell'impianto ammontava a 38 000 hp (28 000 kW), il che garantiva una velocità massima di 32 nodi (59,26 km/h)); l'autonomia ammontava a circa 3450 miglia alla velocità di crociera di 12 nodi (6389 km a 22,22 km/h).
Benché ottimizzate per la lotta antisommergibile, le Köln montavano un armamento di artiglieria piuttosto potente per l'epoca. A prua e a poppa della tuga centrale erano collocate due torrette armate ciascuna con un cannone Compact 100 mm di progettazione francese, a impiego duale antinave e antiaereo; sempre in funzione antiaerea vi erano poi sei cannoni Bofors 40 mm di progettazione svedese, asserviti agli impianti radar: quattro pezzi erano installati in impianti binati collocati sulla tuga dietro alle torri d'artiglieria e in posizione sopraelevata alle stesse, altri due pezzi erano collocati in impianti singoli ai lati della sovrastruttura a poppa del fumaiolo. In funzione antisommergbili erano portati due impianti lanciarazzi a quattro canne Bofors 375 mm, collocati sulla tuga a prua del blocco della plancia e dietro all'impianto binato di cannoni da 40 mm; sul ponte a poppa del fumaiolo erano invece collocati due tubi lanciasiluri da 533 mm, uno per lato, rimpiazzati poi negli anni 1960 da quattro tubi (due per lato) di eguale calibro ma minori dimensioni. A poppa dello scafo infine erano presenti due lanciatori per bombe di profondità, nonché le sistemazioni per l'imbarco e il rilascio di 82 mine navali.
L'apparato sensori comprendeva un radar di navigazione KH14/9, un radar per l'acquisizione dei bersagli DA-02, un radar di scoperta di superficie SGR-103, due impianti radar di controllo del fuoco M44 e M45, e un impianto sonar a scafo PAE/CWE; era poi presente una suite di contromisure elettroniche, mentre negli anni 1980 furono aggiunti due lanciarazzi per il lancio di inganni radar.

## Unità
| Nome                 | Impostazione     | Varo            | Entrata in servizio | Destino finale |
| -------------------- | ---------------- | --------------- | ------------------- | --- |
| Köln (F-220)         | 21 dicembre 1957 | 6 dicembre 1958 | 15 aprile 1961      | Radiata dal servizio il 17 dicembre 1982, impiegata come pontone di addestramento statico a Neustadt in Holstein |
| Emden (F-221)        | 15 aprile 1958   | 21 marzo 1959   | 24 ottobre 1961     | Venduta alla Turchia il 23 settembre 1983 e rinominata TCG Gemlik, radiata dal servizio nel 1992 e avviata alla demolizione |
| Augsburg (F-222)     | 29 ottobre 1958  | 15 agosto 1959  | 7 aprile 1962       | Radiata dal servizio il 30 marzo 1988 e avviata alla demolizione |
| Karlsruhe (F-223)    | 15 dicembre 1958 | 24 ottobre 1959 | 15 dicembre 1962    | Venduta alla Turchia il 28 marzo 1983 e rinominata TCG Gelibolu, radiata e demolita dopo essere stata gravemente danneggiata da un incendio nel gennaio 1994                                                                                             |
| Lübeck (F-224)       | 28 ottobre 1959  | 23 luglio 1960  | 6 giugno 1963       | Venduta alla Turchia 1º dicembre 1988 per essere impiegata come fonte di pezzi di ricambio |
| Braunschweig (F-225) | 28 luglio 1960   | 3 febbraio 1962 | 16 giugno 1964      | Venduta alla Turchia il 4 luglio 1989 per essere impiegata come fonte di pezzi di ricambio, messa in servizio e rinominata TCG Gemlik nel 1992 per rimpiazzare l'omonima unità ex Emden, radiata dal servizio nel giugno 1994 e avviata alla demolizione |